# 前560年代
| 千纪： | 前1千纪 |
| 世纪： | 前7世纪 \| 前6世纪 \| 前5世纪                                                                              |
| 年代： | 前590年代 \| 前580年代 \| 前570年代 \| 前560年代 \| 前550年代 \| 前540年代 \| 前530年代                    |
| 年份： | 前569年 \| 前568年 \| 前567年 \| 前566年 \| 前565年 \| 前564年 \| 前563年 \| 前562年 \| 前561年 \| 前560年 |

前560年代從前569年1月1日開始，於前560年12月31日結束。

## 大事记
- 前569年春，陳成公卒，子陳哀公嗣位。魯大夫臧孫紇率軍攻邾救鄫。
- 前568年，楚共王殺令尹子辛。
- 前567年春，杞桓公卒，子杞孝公嗣位。秋，莒滅鄫國。冬，齊滅萊國。
- 前566年，鄭子駟遂殺鄭僖公，立太子嘉，是為鄭簡公。
- 前564年，晉會宋、魯、衛、曹、莒、邾、滕、薛、杞、小邾、齊諸國攻鄭。
- 前563年，晉滅偪陽國。鄭內亂，子駟、子國、子耳被殺。
- 前562年，魯國建立三軍，三桓（季孫、孟孫、叔孫）各統一軍。
- 前561年，吳王壽夢卒，子諸樊嗣位。
- 前550年，邿國內亂，國分裂為三，魯乘機滅邿。楚共王卒，子楚康王嗣位。

## 出生
- 前566年，釋迦牟尼生。

## 逝世
- 前562年，新巴比侖王國尼布甲尼撒卒。